# Succussione
Succussione (dal latino succussio -onis, der. di succussus, part. pass. di succutĕre, «scuotere, agitare», comp. di sub- e quatĕre «scuotere») è un termine dotto con cui è talora indicata un'operazione di scuotimento.
Nella semeiotica medica, indica una manovra (ed in tal caso assume anche il nome di "succussione ippocratica") consistente in un brusco scuotimento del torace, rivolta a ricercare la presenza di idro-pneumotorace o di pio-pneumotorace. Infatti, in presenza di tali patologie si può percepire un rumore prodotto dall'urto, contro le pareti della cavità, del liquido libero di muoversi per la contemporanea presenza di aria.
Questo termine è anche utilizzato per indicare lo scuotimento di varie sostanze come, ad esempio, durante la preparazione di prodotti omeopatici.